# Giuseppe Bifolchi
Giuseppe Bifolchi (Balsorano, 20 febbraio 1895 – Avezzano, 16 marzo 1978) è stato un partigiano e anarchico italiano.

## La guerra
Nel 1913, a 18 anni, si arruola volontario nell'esercito, presta servizio in Libia dove diventa sottufficiale, partecipa alla guerra 1915-18 e si congeda all'inizio del 1920 col grado di ufficiale. Alla fine del conflitto aderisce alle correnti anarco-individualiste, per poi spostarsi su posizioni anarco-comuniste.

## In Francia
Nel maggio 1920 parte per la Francia, con una sosta a Corticella per salutare Luigi Fabbri. Lavora in un cementificio. Fin dall'inizio è attivo nel movimento, iniziando a scrivere su diversi giornali. Usa spesso, per tutto il periodo francese e belga, lo pseudonimo di Luigi Viola. Il suo primo articolo è su Il Libertario di La Spezia nel dicembre 1920; collabora poi a Il Risveglio di Ginevra, Fede!, il numero unico L'agitazione a favore di Castagna e Bonomini, La Tempra, Le Libertaire.
Dal 1920 al 1927 è impegnato nel movimento a favore di Sacco e Vanzetti.
Il 5 e 6 settembre 1925 partecipa a Parigi al convegno dell'Unione sindacale italiana (USI). È tra i più attivi sostenitori della ricostruzione dell'Unione anarchica italiana (UAI) in Francia.
Nel 1927 partecipa alle riunioni della ‘Piattaforma Archinof’, unico italiano favorevole alla Piattaforma stessa, in contrapposizione con il gruppo di «Pensiero e Volontà» rappresentato da Camillo Berneri, Luigi Fabbri e Ugo Fedeli, ed è uno dei fondatori della I Sezione italiana della Federazione internazionale comunista-anarchica.
Nel 1927 viene espulso, come molti altri anarchici, rientrando più volte in Francia clandestinamente.
Nel 1928 e 1929 collabora al periodico Germinal di Chicago. A Bruxelles fonda e dirige il giornale Bandiera Nera (aprile 1929-maggio 1931). Collabora con i periodici svizzeri Le réveil anarchiste e Vogliamo.

## In Spagna
Ai primi di agosto del 1936, pochi giorni dopo l'inizio degli scontri con i militari golpisti, è in Spagna.
Prende immediatamente contatto con Buenaventura Durruti (conosciuto a Parigi insieme a Francisco Ascaso) sul fronte di Saragozza; torna a Barcellona ed apprende da Santillan della costituzione, all'interno della Colonna Ascaso, della Colonna Italiana di Berneri, Angeloni e Carlo Rosselli.
Alla caserma Pedralbes (poi caserma Bakunin) addestra i volontari e dopo meno di quindici giorni la Colonna italiana parte per il fronte di Huesca. Il 28 agosto avviene il primo scontro con i nazionalisti nella battaglia di Monte Pelato, nella quale resta ucciso Angeloni. Le qualità militari di Bifolchi sono subito evidenti e riconosciute. Nel corso della battaglia assume il comando delle sezioni fucilieri.
Alla metà di settembre è vicecomandante della Colonna. Il fronte si attesta attorno a Huesca. Alla fine di novembre la battaglia di Almudévar, che nonostante il valore dei singoli militanti della Colonna si risolve in una ‘vittoria mancata’, acuisce i contrasti nati tra la componente anarchica maggioritaria e quella di Giustizia e Libertà (GL).
Il 6 dicembre Rosselli rassegna le dimissioni ed il comando passa a Bifolchi. Nel corso dei mesi seguenti Bifolchi viene più volte citato dai bollettini repubblicani per il suo valore.
All'inizio di aprile del 1937 gli viene offerto il comando effettivo del 19º reggimento della 126ª Brigata, dalla quale dovrebbe dipendere anche il battaglione italiano (ex-Colonna italiana) al comando del quale è stato nominato Antonio Cieri. I due reparti avrebbero fatto parte della 28ª divisione (ex-Colonna Ascaso). Tanto lui che Cieri declinano i rispettivi incarichi non accettando la militarizzazione delle formazioni combattenti imposta dal governo repubblicano.
Cieri viene ucciso il 7 aprile in circostanze sospette. Bifolchi è a Barcellona nei giorni di maggio.
A proposito dell'assassinio di Camillo Berneri da parte degli stalinisti riferisce:
«La sera della prima giornata (3 maggio) vidi Berneri al Comitato Regionale della CNT e lo invitai a rimanere presso di me. Siccome Ludovici che dormiva con lui mi assicurò che si era sicuri, io non insistetti e feci male».

## Clandestinità e prigionia
Bifolchi lascia la Spagna nel mese di giugno e raggiunge Parigi. Nel settembre 1937 viene arrestato a Perpignan insieme a Luigi Evangelista, mentre cerca di attraversare la frontiera con un camion di indumenti e viveri per la Spagna.
Agli inizi del 1938 si stabilisce nuovamente a Bruxelles. Qui aiuta molti anarchici a fuggire in Sud America, grazie a passaporti falsificati presi in Spagna durante la guerra civile.
Negli anni dal 1937 al 1940 collabora a Le Libertaire, ma soprattutto a Il Risveglio sul quale compaiono suoi articoli in ogni numero.
Il 10 maggio 1940 viene arrestato dalla polizia belga per essere inviato in Francia. Nei pressi della stazione ferroviaria di Ath (Hainaut, Belgio) il treno sul quale viaggia viene bombardato da aerei tedeschi e Bifolchi viene colpito da una scheggia alla spalla destra. Ricoverato all'ospedale di Ath vi rimane 10 giorni. Dimesso dall'ospedale raggiunge la sua abitazione a Bruxelles facendosi curare ambulatorialmente all'ospedale di Ixelles. Il 25 novembre 1940 viene arrestato dalla polizia tedesca e inviato in Italia per essere consegnato a quella fascista, che lo arresta nell'ufficio di PS di Confine del Brennero il 16 dicembre 1940.
Il 28 gennaio 1941 viene condannato dal Tribunale dell'Aquila a 3 anni di confino perché «combattente antifranchista in Spagna».
Giunge a Ponza e poi, l'8 febbraio 1941, a Ventotene.
Dopo il 25 luglio 1943 segue la sorte degli anarchici lì confinati, non liberati dal governo di Badoglio e spediti al campo di concentramento di Renicci ad Anghiari (AR) alla fine di agosto, da dove riescono ad evadere.

## Resistenza e Liberazione
Bifolchi torna a Balsorano, aderisce a partecipa alla guerra partigiana di Resistenza; entra in contatto con alcuni ufficiali del Regno Unito, passando più volte il fronte dopo Cassino per sollecitare la ripresa dell'avanzata alleata. Chiede agli Alleati di non bombardare il paese, dato che i tedeschi si erano ritirati. La richiesta non viene accolta ed il paese abruzzese viene bombardato il 4 giugno 1944.
Dopo la guerra di Resistenza è per qualche tempo sindaco "repubblicano" della liberazione di Balsorano. Organizza una cooperativa anarchica e collabora con gli organi di stampa del movimento («Umanità Nova», «L'Adunata dei Refrattari», «L'Internazionale»).
Collabora negli anni '70 con le edizioni «Antistato» di Cesena, impegnandosi a far stampare diversi libri presso una tipografia di Sora e pubblicando anche un suo libro, Spartaco, la rivolta che dura.
Muore presso l'ospedale di Avezzano il 16 marzo 1978.